# Earn River
Der Earn River ist ein rechter Nebenfluss des Pelly River im Territorium Yukon in Kanada.

## Flusslauf
Der 115 km lange Fluss hat seinen Ursprung in einem namenloser See, 20 km ostnordöstlich des Stokes Lake auf einer Höhe von etwa 800 m. Der See wird von mehreren Bächen gespeist, die u. a. in der Wilkinson Range entspringen. Diese ist eine Hügelkette, die das Einzugsgebiet des Earn River nach Norden hin zu dem des Macmillan River trennt. Der Earn River fließt anfangs etwa 5 km in Richtung Westnordwest und erreicht einen weiteren namenlosen See, den er durchquert. Anschließend wendet sich der Earn River in Richtung Westsüdwest. Er durchfließt eine Reihe von Seen, darunter den 14 km langen Stokes Lake und den 22 km langen Earn Lake. Südlich des Flusslaufs erhebt sich die Hügelkette der Earn Hills. Die Mündung des Earn River in den Pelly River liegt 35 km unterhalb der des Tay River, 90 km nordwestlich von Faro.

## Namensgebung
Der Flussname leitet sich von dem in Schottland gelegenen Fluss River Earn ab.